# Vanilla savannarum
Vanilla savannarum är en orkidéart som beskrevs av Nathaniel Lord Britton. Vanilla savannarum ingår i släktet Vanilla och familjen orkidéer. Inga underarter finns listade i Catalogue of Life.